# Championnat de Slovénie de football 2020-2021
Navigation
2019-2020 2021-2022
La saison 2020-2021 du championnat de Slovénie de football est la trentième édition de la première division slovène à poule unique, la PrvaLiga. Les 10 meilleurs clubs slovènes jouent les uns contre les autres à 4 reprises durant la saison, 2 fois à domicile et 2 fois à l'extérieur. À l'issue de la saison, l'avant-dernier joue un barrage de promotion-relégation et le dernier est directement relégué en D2.
Le NK Celje, tenant du titre, défend son titre de champion de Slovénie.
Le titre se décide lors de la dernière journée ; avec une victoire sur le score de 3 buts à 1 contre le NK Maribor, le NŠ Mura passe devant ces derniers en vertu des confrontations directes, remportant le premier titre de son histoire.

## Participants
| \| NK Maribor Olimpija Ljubljana NK Domžale NŠ Mura NK Celje NK Aluminij FC Koper NK Bravo NK Tabor Sežana ND Gorica \| Localisation des clubs engagés dans le championnat. |
| NK Maribor Olimpija Ljubljana NK Domžale NŠ Mura NK Celje NK Aluminij FC Koper NK Bravo NK Tabor Sežana ND Gorica                                                           |

Légende des couleurs
- Premier tour de qualification de la Ligue des champions 2020-2021
- Premier tour de qualification de la Ligue Europa 2020-2021
- Promu de D2

| Club                  | Se maintient depuis | Classement 2019-2020 | Stade                          | Capacité théorique |
| --------------------- | ------------------- | -------------------- | ------------------------------ | ------------------ |
| NK Celje              | 1991                | 1er                  | Arena Petrol                   | 13 600             |
| NK Maribor            | 1991                | 2e                   | Stadion Ljudski vrt            | 12 435             |
| NK Olimpija Ljubljana | 2009                | 3e                   | Stadion Stožice                | 16 038             |
| NŠ Mura               | 2018                | 4e                   | Stadion Fazanerija             | 3 782              |
| NK Aluminij           | 2016                | 5e                   | Park Aluminij Sport            | 300                |
| NK Bravo              | 2019                | 6e                   | ŽŠD Stadion                    | 2 468              |
| NK Tabor Sežana       | 2019                | 7e                   | Stade Rajko Štolfa             | 1 200              |
| NK Domžale            | 2003                | 8e                   | Stadion Domžale                | 3 100              |
| FC Koper              | 2020                | 1er (D2)             | Stadion Bonifika               | 4 047              |
| ND Gorica             | 2020                | 2e (D2)              | Parc des sports de Nova Gorica | 3 066              |

## Compétition

### Classement
Le classement est établi sur le barème de points classique (victoire à 3 points, match nul à 1, défaite à 0).
Pour départager les égalités, on tient d'abord compte du nombre de points en confrontations directes, puis de la différence de buts en confrontations directes, puis du nombre de buts marqués en confrontations directes, puis de la différence de buts générale et enfin du nombre total de buts marqués.
| Rang | Équipe               | Pts | J  | G  | N  | P  | Bp | Bc | Diff |
| ---- | -------------------- | --- | -- | -- | -- | -- | -- | -- | ---- |
| 1    | NŠ Mura              | 63  | 36 | 17 | 12 | 7  | 50 | 26 | +24  |
| 2    | NK Maribor           | 63  | 36 | 17 | 12 | 7  | 64 | 41 | +23  |
| 3    | Olimpija Ljubljana C | 59  | 36 | 16 | 11 | 9  | 45 | 35 | +10  |
| 4    | NK Domžale           | 55  | 36 | 14 | 13 | 9  | 52 | 41 | +11  |
| 5    | NK Bravo             | 45  | 36 | 10 | 15 | 11 | 39 | 39 | 0    |
| 6    | NK Tabor Sežana      | 44  | 36 | 12 | 8  | 16 | 40 | 44 | -4   |
| 7    | NK Aluminij          | 43  | 36 | 10 | 13 | 13 | 31 | 41 | -10  |
| 8    | NK Celje T           | 43  | 36 | 12 | 7  | 17 | 36 | 41 | -5   |
| 9    | FC Koper P           | 42  | 36 | 11 | 9  | 16 | 41 | 56 | -15  |
| 10   | ND Gorica P          | 29  | 36 | 7  | 8  | 21 | 24 | 58 | -34  |

|  | Qualification pour le premier tour de qualification de la Ligue des champions 2021-2022      |
|  | Qualification pour le deuxième tour de qualification de la Ligue Europa Conférence 2021-2022 |
|  | Qualification pour le premier tour de qualification de la Ligue Europa Conférence 2021-2022  |
|  | Participation au barrage de promotion-relégation                                             |
|  | Relégation en deuxième division                                                              |
|  | T : Tenant du titre C : Vainqueur de la Coupe de Slovénie P : Promu de D2                    |

1. ↑  Le NŠ Mura est devant le NK Maribor en vertu des confrontations directes.
2. ↑  Le NK Aluminij est devant le NK Celje en vertu des confrontations directes.

### Barrage de promotion-relégation
À la fin de la saison, l'avant-dernier de première division affronte la deuxième meilleure équipe de deuxième division pour tenter de se maintenir.
| Équipe 1     | Résultat | Équipe 2      | Aller | Retour |
| ------------ | -------- | ------------- | ----- | ------ |
| NK Krka (D2) | 3 - 4    | FC Koper (D1) | 0 - 2 | 3 - 2  |

Légende des couleurs
- Le club se maintient en première division.
- Promotion en première division.
- Le club reste en deuxième division.
- Relégation en deuxième division.

Le FC Koper et le NK Krka restent dans leurs divisions respectives.

## Bilan de la saison
| Championnat de Slovénie de football 2020-2021                        |                     |
| Champion                                                             | NŠ Mura (1er titre) |
| Coupes et trophées                                                   |                     |
| Vainqueur de la Coupe de Slovénie 2020-2021                          | Olimpija Ljubljana  |
| Qualifications continentales                                         |                     |
| Ligue des champions 2021-2022                                        | NŠ Mura             |
| Ligue Europa Conférence 2021-2022                                    | NK Maribor          |
| Ligue Europa Conférence 2021-2022                                    | Olimpija Ljubljana  |
| Ligue Europa Conférence 2021-2022                                    | NK Domžale          |
| Promotions et relégations                                            |                     |
| Promus en Championnat de Slovénie de football                        | NK Radomlje         |
| Relégués en Championnat de Slovénie de football de deuxième division | ND Gorica           |